# El Triunfo 3ra. Sección
El Triunfo 3ra. Sección är en ort i Mexiko.   Den ligger i kommunen Juárez och delstaten Chiapas, i den sydöstra delen av landet, 700 km öster om huvudstaden Mexico City. El Triunfo 3ra. Sección ligger 84 meter över havet och antalet invånare är 257.
Terrängen runt El Triunfo 3ra. Sección är platt åt nordväst, men åt sydost är den kuperad. Runt El Triunfo 3ra. Sección är det ganska glesbefolkat, med 43 invånare per kvadratkilometer. Närmaste större samhälle är Pichucalco, 15,3 km sydost om El Triunfo 3ra. Sección. Trakten runt El Triunfo 3ra. Sección består till största delen av jordbruksmark.